# Hardillon
Der Hardillon (französisch: Rivière Hardillon) ist ein kleiner Fluss im Nordosten von Frankreich, der in den Départements Meuse und Marne der Region Grand Est östlich der Stadt Châlons-en-Champagne verläuft.

## Geografie

### Verlauf
Der Hardillon entspringt unter dem Namen Thabas im Gemeindegebiet von Foucaucourt-sur-Thabas, entwässert generell in westlicher Richtung und mündet nach rund 16 Kilometern im Gemeindegebiet von Le Chemin als rechter Nebenfluss in die Aisne. Er ändert in seinem Verlauf noch mehrmals den Namen, zunächst auf Tabas und im Mündungsabschnitt auf Hardillon. Im Mittelabschnitt quert der Hardillon die Bahnstrecke LGV Est européenne.

### Orte am Fluss
(Reihenfolge in Fließrichtung)
- Foucaucourt-sur-Thabas
- Brizeaux
- Éclaires
- Le Chemin